# Felix Josef von Mottl
Felix Josef von Mottl (24. srpna 1856 Unter-Sankt Veit u Vídně — 2. července 1911 Mnichov) byl rakouský dirigent a skladatel, známý zejména jako interpret děl Richarda Wagnera.

## Životopis

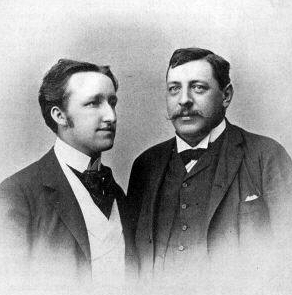
Felix Mottl (P) a jeho žák Siegfried Wagner (L)

Felix Mottl se narodil v Unter-Sankt-Veitu (dnes předměstí Vídně), kde byl jeho otec hofmistrem u knížete Palma. Již jako dítě projevoval hudební talent a koncertoval, později byl vzděláván v Löwenburském konviktu ve Vídni jakožto sopranista dvorské kapely. Poté studoval v letech 1870-75 na vídeňské konzervatoři, kde mezi jeho učitele patřili Anton Bruckner a Otto Dessoff. Souběžně působil jako korepetitor u Dvorní opery. Již v tomto raném věku byl obdivovatelem skladatele Richarda Wagnera a roku 1872 spoluzakládal vídeňský wagneriánský spolek. Povšiml si jej dirigent Hans Richter a přivedl jej k Wagnerovi do Bayreuthu, takže Mottl asistoval při prvních Hudebních slavnostech v Bayreuthu roku 1876.
V roce 1878 byl krátce kapelníkem Komické opery ve Vídni. V letech 1880 až 1903 byl dvorním kapelníkem velkovévodství orchestru v Karlsruhe, od roku 1893 šéfdirigentem (Generalmusikdirektor). Zde uvedl mj. první úplné provedení opery Trójané Hectora Berlioze (1890). Od roku 1886 dirigoval pravidelně v Bayreuthu. Řídil celkem 69 představení a vyučoval dirigování Wagnerova syna Siegfrieda Wagnera. Na přelomu 19. a 20. století patřil k nejznámějším wagnerovským dirigentům a dirigoval řadu Wagnerových oper v Paříži (1894-1900), Bruselu nebo v londýnské Royal Opera House Covent Garden (1898-1900). V letech 1903 hostoval v Metropolitní opeře v New Yorku v době, kdy tam měl americkou premiéru Parsifal. V evropských zemích byl Parsifal dosud chráněn autorským právem a jejich držitelé, rodina Wagnerova, vyhradili jejich provozování Bayreuthu. Spojené státy však nebyly Bernskou úmluvou vázány. Mottl se sice přímo na inscenaci nepodílel, avšak jeho současné působení v New Yorku a pozdější angažmá v konkurenčním Mnichově vedlo k jeho roztržce s Cosimou a Siegfriedem Wagnerovými, takže od roku 1906 již Mottl v Bayreuthu nedirigoval.
V roce 1903 přijal místo jako dvorní kapelník a šéfdirigent (Generalmusikdirektor) v Mnichově, od roku 1904 byl rovněž ředitelem Hudební akademie a Akademie hudebních umění a od roku 1907 až ředitel mnichovské dvorní opery. V této funkci dirigoval mimo jiné světové premiéry Čtyř hrubiánů (I quattro rusteghi, 1909) a Zuzančina tajemství (Il segreto di Susanna, 1909) Ermanna Wolfa-Ferrariho nebo Ježíška (Christ-Elflein, 1906) Hanse Pfitznera. Při svém 100. představení Wagnerova Tristana a Isoldy utrpěl 21. června 1911 smrtelný srdeční infarkt.
Felix Mottl byl jedním z nejvýznamnějších dirigentů své doby. Jeho specialitou byli Wagner, Liszt a Berlioz, odmítal Brahmse. Jeho dirigentství bylo temperamentní se zvláštním smyslem pro melodii a rytmus, měl tendenci k improvizování. Mottlova vlastní skladatelská činnost se datuje především z dob jeho mládí, určitý úspěch měla jeho první opera Agnes Bernauer, jejíž provedení ve Výmaru roku 1880 prosadil Liszt. Později se věnoval zejména orchestraci, úpravám nebo přípravě klavírních výtahů děl jiných autorů, které doznaly značné obliby.
Za své zásluhy získal francouzský řád čestné legie a roku 1907 bavorský záslužný řád sv. Michala 2. třídy.
Poprvé se oženil roku 1892 s operní zpěvačkou Henriettou Standthartnerovou (1866-1933), s níž se roku 1910 rozvedl. Zemřel dne 2. července 1911, předtím se však ještě dne 26. června oženil v nemocnici se sopranistkou Zdenkou Fassbaenderovou (1879-1954). Z prvního manželství se mu narodil syn Wolfgang (1894-1962), který zemřel v Schrobenhausenu-Sandizellu a byl znám jako průkopník v oblasti šlechtění brambor po celé Evropě. V roce 1952 emigroval do Kanady. Jeho vnuk dr. Felix Mottl (* 1925) byl státní zástupce v Bavorsku.

## Dílo

### Jevištní díla
- Agnes Bernauer (libreto volně podle Friedricha Hebbela), jevištní hra ve třech dějstvích, premiéra roku 1880 ve Výmaru
- Pan im Busch (libreto Otto Julius Bierbaum), taneční hra v jednom dějství, premiéra roku 1881 v Karlsruhe
- Eberstein (libreto Gustav zu Pulitz), slavnostní opera, premiéra roku 1882 v Karlsruhe
- Fürst und Sänger (libreto Josef Viktor Widmann), opera v jednom dějství, premiéra roku 1893
- Der Tod des Narzissus (libreto Alfred Walter Heymel), dramatická báseň v jednom dějství s hudbou na Gluckovy motivy, premiéra roku 1898
- Rama, jevištní hra, neprovedeno

### Jiná díla
- Dva smyčcové kvartety (č. 2 fis moll 1901)
- Dvě mše
- Přes 50 písní
- Sbory
- Dvě symfonie
- Wolfgang-Idyll (1894)
- Rakouské tance pro čtyřruční klavír (1898)
- Orchestrace Wagnerových Wesendonck-Lieder
- Doplnění a orchestrace Wagnerovy symfonie č. 2 E dur
- Klavírní výtahy z Wagnerových oper
- Úpravy Belliniho Normy a Donizettiho Nápoje lásky aj.